# Mark Andrew Green

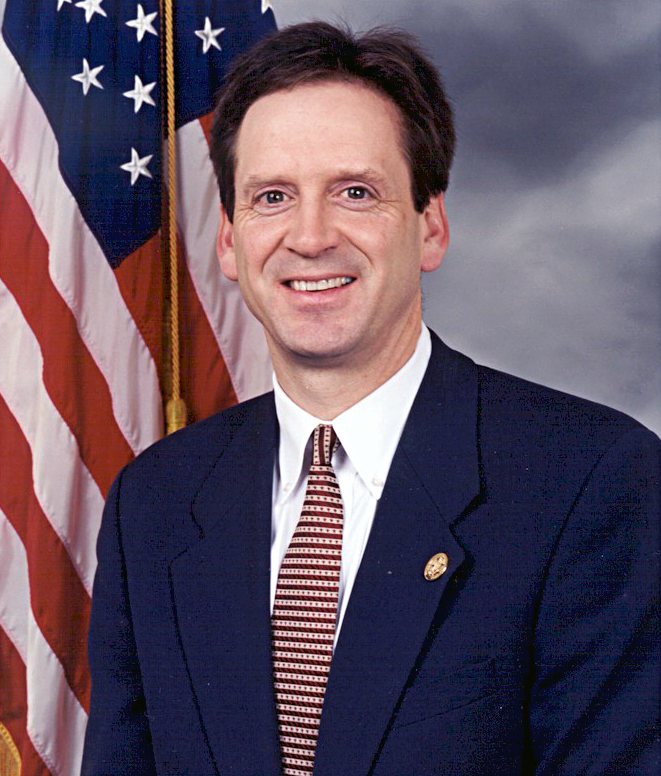
Mark Andrew Green

Mark Andrew Green (* 1. Juni 1960 in Boston, Massachusetts) ist ein US-amerikanischer Politiker. Zwischen 1999 und 2007 vertrat er den Bundesstaat Wisconsin im US-Repräsentantenhaus. Von 2007 bis 2009 war er Botschafter der Vereinigten Staaten in Tansania.

## Werdegang
Mark Green besuchte nach der Grundschule die Abbott Pennings High School, die heutige Notre Dame Academy in De Pere (Wisconsin). Danach studierte er bis 1983 an der University of Wisconsin in Eau Claire. Nach einem anschließenden Jurastudium am Hauptcampus der University of Wisconsin–Madison und seiner Zulassung als Rechtsanwalt begann er in Green Bay in einer großen Kanzlei in seinem neuen Beruf zu arbeiten.
Politisch wurde Green Mitglied der Republikanischen Partei. Zwischen 1992 und 1998 war er Abgeordneter in der Wisconsin State Assembly. Bei den Kongresswahlen des Jahres 1998 wurde er im achten Wahlbezirk des Staates Wisconsin in das US-Repräsentantenhaus in Washington, D.C. gewählt, wo er am 3. Januar 1999 die Nachfolge des ihm zuvor unterlegenen Demokraten Jay W. Johnson antrat. Green war damit in diesem Jahr der einzige Republikaner, der einen demokratischen Amtsinhaber besiegte. Nach drei Wiederwahlen konnte er bis zum 3. Januar 2007 vier Legislaturperioden im Kongress absolvieren. In diese Zeit fielen die Terroranschläge des 11. September 2001 und der Beginn des Irakkrieges. Seit 2001 war Green Mitglied im House Internal Relations Committee. Außerdem saß er zwischenzeitlich im Justizausschuss. Er trat für die Todesstrafe ein und unterstützte die Kriege im Irak sowie in Afghanistan. Ferner trat er für Gesetze zur Stärkung der Familien ein.
Im Jahr 2006 verzichtete Green auf eine weitere Kandidatur für den Kongress. Stattdessen bewarb er sich erfolglos um das Amt des Gouverneurs von Wisconsin, wobei er auf 45,3 Prozent der Stimmen kam und damit dem Demokraten Jim Doyle unterlag. Im Jahr 2007 wurde er von Präsident George W. Bush zum US-Botschafter in Tansania ernannt. Dieses Amt bekleidete er bis zum Ende der Bush-Regierung im Jahr 2009. Green wurde dann einer der Direktoren der Organisation Malaria No More, die weltweite Anstrengungen zur Bekämpfung dieser Krankheit unternimmt.
Seit 1995 ist Mark Green mit seiner Frau Sue verheiratet. Das Paar hat drei Kinder.